# 栗東水口道路

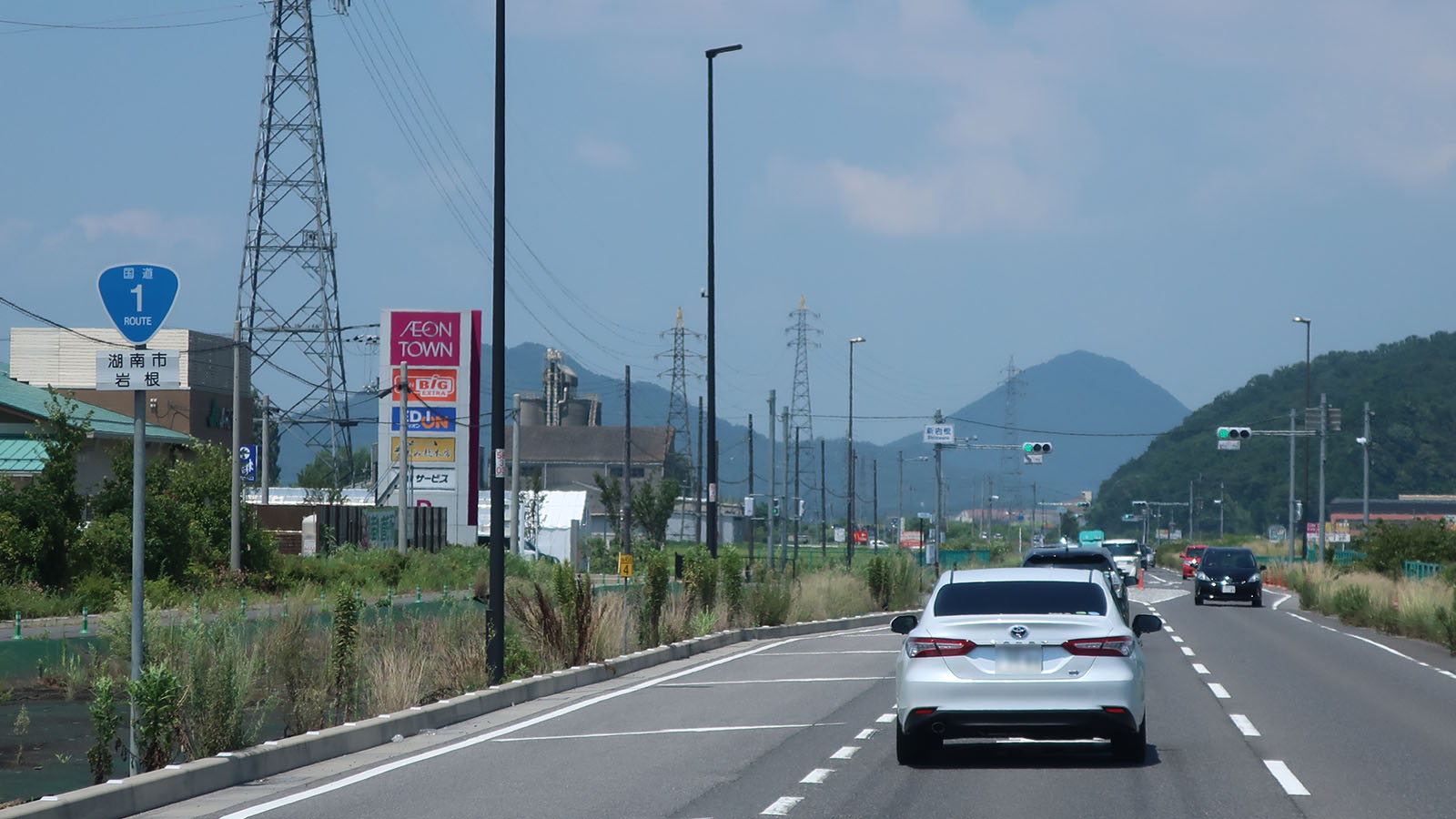
栗東水口道路
滋賀県湖南市岩根

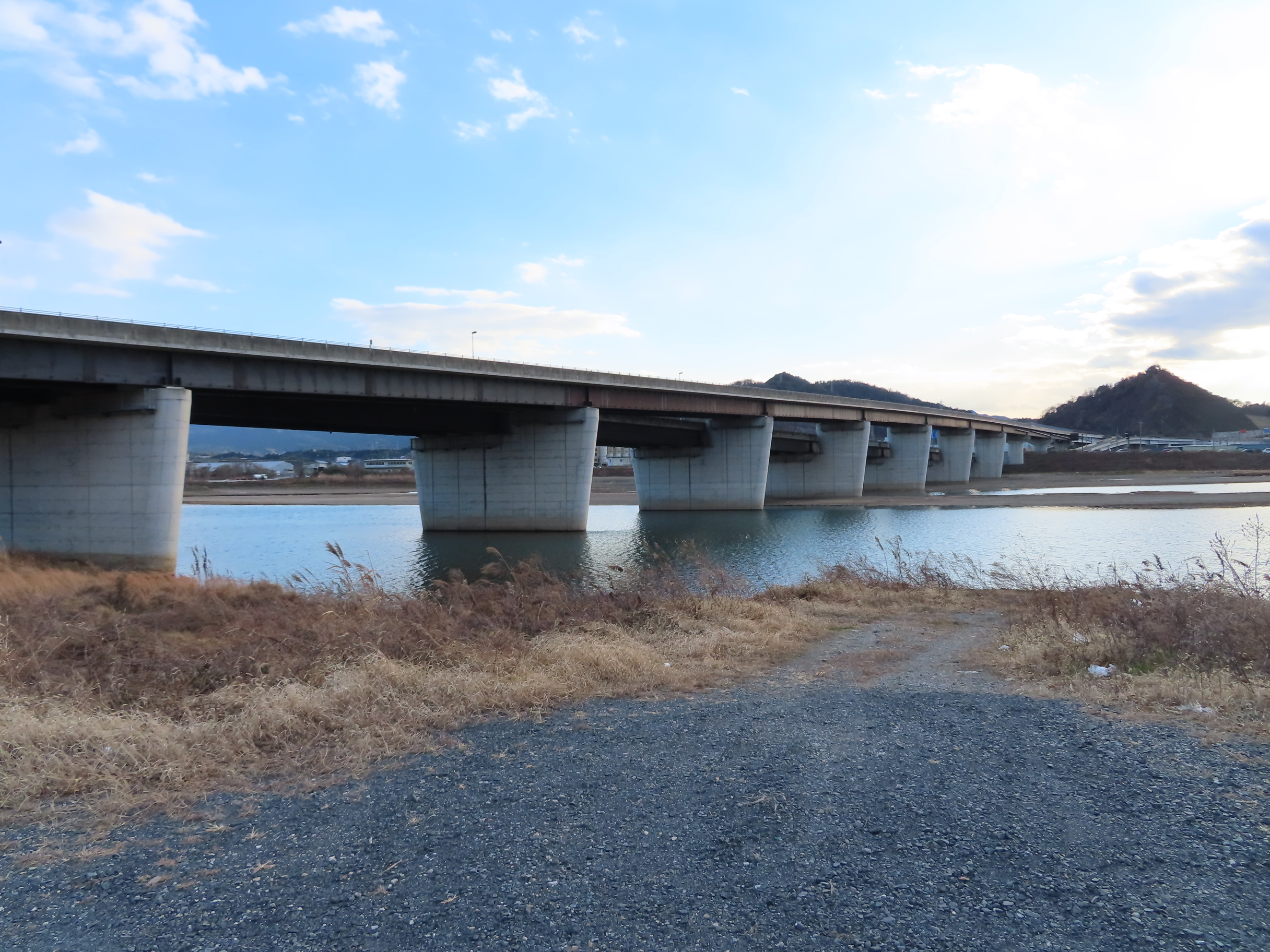
野洲川をまたぐ石部大橋
滋賀県湖南市菩提寺

栗東水口道路（りっとうみなくちどうろ）は、滋賀県湖南市岩根から栗東市上砥山を結ぶ国道1号バイパスである。地域高規格道路甲賀湖南道路の一部を構成する。

## 概要
栗東水口道路は水口道路と共に甲賀湖南道路を形成し、湖南市街地の沿線地域で進められた工業立地や住宅開発による国道1号現道の慢性的な激しい渋滞をバイパスし、また建設が進められる栗東湖南ICを経由して名神高速道路と一体的に広域ネットワークが構築されるよう計画された。
全体で11.2 kmの当道路事業は国道1号現道の湖南市石部を境に、栗東市上砥山までの栗東水口道路I（4.3 km）と湖南市岩根までの栗東水口道路II（6.9 km）とに分類される。
I区間は1989年度に都市計画決定および事業化され、II区間は1991年度の都市計画決定を経て2000年度に事業化した。I区間については事業化から概ね10年後の供用を目指したが用地買収が進まず、その間にII区間では石部大橋の本線部を除く大部分が暫定2車線で完成している。2013年に国土交通省は用地買収が難航する栗東市六地蔵地区での土地収用法による事業認定の申請を行い、同年内に滋賀県収用委員会による裁決が下された。これによりI区間で着工の目途が立ち、同省は湖南市石部 - 栗東市小野間（3.4 km）およびII区間の野洲川をまたぐ石部大橋（本線部）について、2016年3月19日に供用開始した（側道のうち湖南市内区間の石部北2丁目以西（野洲川以南）は5月31日まで工事予定）。当区間本線の開通後の4月1日に、湖南市朝国 - 石部北2丁目間の国道1号旧道を滋賀県に移管し県道とする。
山手幹線方面に向けてのI区間の残りの栗東市小野 - 同市上砥山間（0.9 km）は2025年（令和7年）8月23日に暫定2車線で開通予定である。
石部大橋供用後は国道1号の湖南市岩根 - 湖南市石部間を通る車両が栗東水口道路へも分流したほか、石部大橋の橋向かいで滋賀県道27号野洲甲西線とも立体交差で接続しているため野洲市三上 - 甲賀市水口方面を行き来する車両も栗東水口道路を通るようになった。そのため交通量は多い。
2014年12月のイオンタウン湖南の開店にあわせ、来店客の車列による渋滞回避のため店舗正面に当たる岩根交差点の改良が行われた。
なお、中郡橋北交差点 - 小野ランプ間の高架道路は原付（50 cc以下）・自転車・歩行者は通行禁止となっている。

### 道路規格
- 起点：滋賀県湖南市岩根
- 終点：滋賀県栗東市上砥山
- 延長：11.2 km（うちI区間 4.3 km、うちII区間 6.9 km）
- 規格：第3種第1級
- 設計速度：80 km/h
- 道路幅員：（高架部）36.5 m、（土工部）37.0 m
- 車線幅員：（本線部）3.5 m、（側道部）5.5 m
- 車線数：（本線部）暫定2車線・完成4車線、（側道部）完成2車線

## 歴史
- 1989年（平成元年）
  - 年度 : I区間の事業化。
  - 4月 : I区間の都市計画決定。
- 1991年（平成3年）12月 : II区間の都市計画決定。
- 1994年（平成6年）6月 : 甲賀市長、湖南市長、栗東市長で構成される「地域高規格道路甲賀湖南道路整備促進期成同盟会」が設立。
- 1995年（平成7年）度 : I区間の用地着手。
- 2000年（平成12年）度 : II区間の事業化および用地着手。
- 2001年（平成13年）度 : I区間およびII区間の工事着手。
- 2008年（平成20年）3月29日 : II区間のうち湖南市岩根 - 同市菩提寺間（6.2 km）が暫定2車線で供用開始。
- 2011年（平成23年）9月11日 : II区間のうち湖南市菩提寺 - 同市石部間（0.7 km）の石部大橋側道が完成2車線で供用開始。
- 2016年（平成28年）
  - 3月19日 : II区間およびI区間のうちI期区間の湖南市菩提寺 - 栗東市小野間（4.1 km）本線が暫定2車線で供用開始。
  - 10月17日 : I区間のうち湖南市道西線 - 湖南市道五軒茶屋線間（0.7 km）側道が完成2車線で供用開始、同時に五軒茶屋ランプ名古屋方面出入口が供用開始[11]。
- 2025年（令和7年）8月23日 : I区間のうち栗東市小野 - 同市上砥山間（0.9 km）が暫定2車線で供用開始予定[8][9]。

## 交差する道路
- 背景色が■である部分は道路が供用されていない、または完成していないことを示す。

| 交差する道路                                                           | 交差する場所 | 交差する場所 | 備考                                                                     | 東京から (km) |
| ---------------------------------------------------------------------- | ------------ | ------------ | ------------------------------------------------------------------------ | ------------- |
| 国道1号（水口道路）四日市方面                                          |              |              |                                                                          |               |
| 県道13号彦根八日市甲西線 県道27号野洲甲西線                            | 湖南市       | 岩根         |                                                                          |               |
| 県道27号野洲甲西線（現道）                                             | 湖南市       |              |                                                                          |               |
| 県道22号竜王石部線（現道）                                             | 湖南市       | 中郡橋北     | 小野ランプまでの高架道路は原付（50cc以下）・自転車・歩行者は通行禁止     |               |
| 県道22号竜王石部線（バイパス）                                         | 湖南市       | 国道菩提寺   |                                                                          |               |
| 県道27号野洲甲西線（バイパス）                                         | 湖南市       |              |                                                                          |               |
| 国道1号（現道・栗東方面） 滋賀県道4号草津伊賀線（旧国道1号・甲賀方面） | 湖南市       | 石部大橋     |                                                                          |               |
| E1 名神高速道路 栗東湖南IC 県道12号栗東信楽線                          | 栗東市       |              |                                                                          |               |
| 県道55号上砥山上鈎線                                                   | 栗東市       | 小野ランプ   | 中郡橋北交差点までの高架道路は原付（50cc以下）・自転車・歩行者は通行禁止 |               |
| 県道117号川辺御園線                                                    | 栗東市       | -            | 2025年8月23日開通予定                                                    |               |
| 山手幹線                                                               |              |              |                                                                          |               |